# Fluitgraszanger
De fluitgraszanger (Cisticola lateralis) is een zangvogel uit de familie Cisticolidae.

## Kenmerken
De vogel is 13 tot 16 cm en weegt 12 tot 19 g, mannetjes zijn gemiddeld 2 g zwaarder. Het is een middelgrote, egaal gekleurde graszanger. Op de kruin en de rug is de vogel dof bruin, het "gezicht" is licht grijsbruin en op de buik en borst is hij lichtgrijs. Het vrouwtje is iets kleiner en bleker van kleur. Deze graszanger lijkt sterk op de miombograszanger (C. woosnami) of de witbrauwgraszanger (C. cantans) maar heeft een relatief zware kromme, zwarte snavel. Verder is kenmerkend de zang, die bestaat uit een snelle opeenvolging van zeven tot acht min of meer muzikale fluittonen, toenemend in tempo, vandaar de naam.

## Verspreiding en leefgebied
Deze soort komt voor in westelijk en centraal Afrika en telt drie ondersoorten:
- C. l. lateralis: van Senegal en Gambia tot Kameroen.
- C. l. antinorii: van de Centraal-Afrikaanse Republiek tot Kenia.
- C. l. modestus: van Gabon tot noordelijk Angola, zuidelijk Congo-Kinshasa en noordelijk Zambia.

Het leefgebied bestaat uit savanne met bomen, struikgewas en hoog gras, maar ook wel agrarisch gebied of hellingen met gras en struiken. Komt in Oost-Afrika voor tot op 1850 m boven de zeespiegel.

## Status
De grootte van de wereldpopulatie is niet gekwantificeerd. Vooral in het westen van het verspreidingsgebied is de vogel algemeen, naar het oosten en zuiden toe is hij schaarser. Men veronderstelt dat de soort in aantal stabiel is. Om deze redenen staat de fluitgraszanger als niet bedreigd op de Rode Lijst van de IUCN.